# Ahajska kneževina
Ahajska ali Morejska kneževina (grško: Πριγκιπάτον Αχαϊας) je bile ena od držav, ki so nastale po padcu Konstantinopla in razpadu Bizantinskega cesarstva po četrti križarski vojni. Bila je vazalna država Solunskega kraljestva, dokler ni leta 1224 Soluna osvojil epirski despot Teodor Komnen Dukas (1214-1230). Po letu 1224 je postala vodilna sila v Grčiji in njen dvor v Andravidi so imeli zahodni Evropejci za zgled viteštva.

## Ustanovitev
Ahajsko kneževino sta leta 1205 ustanovila Viljem Champlittski in Gotfrid I. Villehardouinski, ki sta v imenu sulunskega kralja Bonifacija Montferraškega osvojila Peloponez. Z vojsko, ki je štela komaj 100 vitezov in 500 pešakov, sta zasedla Ahajo in Elido, po porazu Grkov v bitki v kunduroškem oljčnem gaju pa sta postala gospodarja celega Peloponeza. Njuna zmaga je bila prepričljiva in po bitki se jima je upiralo samo še nekaj trdnjav. Grad Araklovon v Elidi, ki ga  je branil Doksapatris Bucaras, je vzdržal vse do leta 1213, potem pa se je posadka dokončno vdala. Trdnjava Monemvazija in gradovi v Argosu, Naupliji in Korintu pod poveljstvom Leona Zgurosa so vzdržali do njegovega samomora leta 1208.  Argos in Nauplija sta leta 1212 postala Gospostvo Argos in Nauplija, trdnjava Monemvazija pa se je upirala do leta 1248. Ahajski kneževini je do odhoda v Francijo, kjer naj bi prevzel družinske posesti v Burgundiji, vladal Viljem Champlittski. Viljem je leta 1209 na poti v Francijo umrl. Nasledil ga je Gotfrid I.  Villehardouinski, ki je vladal do smrti leta 1219.

## Državna ureditev

### Teritorialna ureditev
Ahajska kneževina je bila majhna država. Obsegala je samo polotok Peloponez, ki so ga takrat imenovali Moreja. Prvo glavno mesto kneževine je bila Andravida. Na severu je mejila na Epirski despotat in Atensko vojvodino, bližnji otoki v Egejskem morju pa so bili v posesti Benečanov. V beneški posesti sta bili tudi trdnjavi Modon in Koron na Peloponezu. Država je bila kljub majhnosti precej bogata. Izvažala je vino, rozine, vosek, med, olje in svilo.
Gotfrid I. je ozemlje svoje države razdelil med svoje privržence. Država je bila razdeljena na dvanajst baronij, ki so bile razdeljene na manjše fevde. Fevdi so bili ozemeljsko in finančno zaključene enote z letnim dohodkom 1000 hiperpir. Baronija Akova (Matagrifon) v Arkadiji je imela 24 fevdov, Skorta v Karitaini 22, Nikli in Geraki po šest, Kalavrita dvanajst, Vostica osem, Veligosti, Gricena, Pasava v Lakoniji in Halandrica po štiri. Baronija Kalamata je bila družinski fevd Villehardouenov. Poleg omenjenih baronij je bilo še sedem cerkvenih baronij, ki jih je vodil škof Patrasa. Obsežne zemljiške posesti so dobili tudi vojaški redovi templjarjev, hospitalcev in tevtonskih vitezov.

### Državna uprava
Najpomembnejši posvetni in cerkveni velikaši so sestavljali "Veliki zbor", kateremu je predsedoval knez. Zbor je imel velika pooblastila in njegove odločitve so bile za kneza obvezujoče. Najvišji državni uradniki so bili kancler, ki je bil knežev prvi minister, konstabularij, zakladnik, protovestiarij, ki je bil zadolžen za kneževo osebno premoženje, in pourveur des chastiaux, ki je bil odgovoren za oskrbovanje gradov.
Kneževina je imela  svoj zakonik Assizes de Romanie s polnim naslovom Liber Consuetudinum imperii Romaniae, ki je imel 219 členov in je urejal pravna razmerja med  paroikoi (tlačani) in posestniki in razmerja med vazali in knezom. Zakonik je bila mešanica bizantinskih in francoskih zakonov in je postal osnova za zakonodajo tudi drugih križarskih držav. V rabi so ostali nekateri bizantinski naslovi, na primer logotet in protovestiarij, vendar se je njihova vsebina prilagodila značilnostim zahodnega fevdalizma. Zahodnemu fevdalizmu se je prilagodil tudi  bizantinski sistem pronoia, ki je urejal delitev zemlje. Tlačani, ki  so bili v tehničnem smislu lastniki svoje zemlje, v sistemu pronoia niso bili vojni in davčni obvezniki, v prilagojenem sistemu pa so morali svoji zamljiški gospodi plačevati davke.
Francoski plemiči so imeli velike vojaške obveznosti. Štiri mesece na leto so morali služiti v vojski in štiri mesece stražiti razne gradove.  Kneževino so lahko zapustili samo s posebnim knezovim dovoljenjem za največ dve leti in dva dni, sicer so jim zaplenili premoženje.

## Kneževina v 13. stoletju
Gorfrida I. je nasledil sin Gotfrid II., ki je vladal do smrti leta 1245. Leta 1221 in 1222 si je prisvojil cerkvene davke in z njimi zgradil grad Hlemuci, ki ga je uporabljal za svojo glavno rezidenco. Zaradi prisvojitve davkov se je sprl s Cerkvijo in papež ga je izobčil. Leta 1236 je Konstantinopel oblegal nikejski cesar Ivan III. Dukas Vatac (1222-1254) in Gotfrid II. je prišel na pomoč Latinskemu cesarstvu s sto vitezi, 800 lokostrelci in šestimi ladjami.
Med vladanjem njegovega sina Viljema II. Villehardouinskega je kneževina dosegla svoj višek. Viljem je bil poet in trubadur, njegov dvor je imel v Glarenzi svojo kovnico denarja in v kneževini je cvetela književnost v jeziku, ki se je razlikoval od pogovorne francoščine. Leta 1249 je glavno mesto Ahaje prestavil v novozgrajeno trdnjavo Mistra v bližini antične Sparte. Leta 1255 se je zapletel v vojno za nasledstvo v Evbeji in se leta 1259 povezal z epirskim despotom Mihaelom II. Komnenom Dukasom proti nikejskemu cesarju Mihaelu VIII. Paleologu. Mihael II. je kasneje prestopil na nikejsko stran in Viljema so v bitki pri Pelagoniji ujeli. Ko je Mihael VIII. leta 1261 ponovno osvojil Konstantinopel,  so Viljema leta 1262 izpustili, v zameno pa je moral cesarju prepustiti Mistro in ostali del Lakonije in mu priseči zvestobo.
Viljem je kmalu po izpustitvi prelomil svojo prisego in začel iskati zavezništva in pomoč pri zahodoevropskih vladarjih. Ko je Mihael VIII. od lokalnega bizantinskega guvernerja izvedel za Viljemova dejanja, je nadenj poslal vojsko pod poveljstvom svojega polbrata Konstantina. Pohod ni bil uspešen. Bizantinci so bili najprej poraženi leta 1263 v bitki pri Prinici in nato po Konstantinovi vrnitvi v Konstantinopel še v bitki pri Makriplagi leta 1254.
Po Viljemovi smrti je kneževina prešla na Karla Anžujskega. Leta 1267 je namreč izgnani cesar Balduin II. Konstantinoplski z Viterbsko mirovno pogodbo Ahajo prepustil Karlu, v zameno pa je od njega pričakoval, da mu bo pomagal obnoviti Latinsko cesarstvo. Karel in njegovi nasledniki v Ahaji nikoli niso vladali osebno, ampak preko svojih pooblaščenih zastopnikov. V Ahajo so pošiljali tudi denar in vojake in s tem pomagali kneževini v obrambi proti Bizantinskemu cesarstvu.

## Nasledstveni spori
Za obdobje od leta 1307 do 1383 so značilni siloviti nasledstveni spori, ki jih je sprožila odločitev odstavljenega latinskega cesarja Balduina II., da Ahajo podari Karlu I. Sicilskemu v zameno za podporo pri ponovnem osvajanju bizantinske krone. Balduin se pri tem ni oziral na pravice villehardouinskih ahajskih knezov. Anžuvinski neapeljski kralji so dali Ahajo v fevd številnim svojim sorodnikom in varovancem, ki so se borili proti kneginji Margareti Villehardouinski in njenim dedičem.
Karel II. Neapeljski je Ahajo najprej podelil kneginji Izabeli Villehardouinski, leta 1307 pa jo je odstavil in kneževino podelil svojemu sinu Filipu I. Tarantskemu. Filip I. je leta 1313 fevd prenesel na Matildo (ali Mafaldo) Hainautsko, dedinjo Izabele Villehardouinske, ki je bila poročena s solunskim naslovnim kraljem Ludvikom Burgundijskim. Od leta 1307 je svoje pravice do Ahaje zahtevala tudi Margareta Villehardouinska, hčerka Viljema II. Villehardouinskega. Zahtevo je leta 1313  brez uspeha ponovila in nato pravice prenesla na svojo hčerko Izabelo Sabransko, ženo Ferdinanda Majorškega. Ferdinand je leta 1315 zasedel Ahajo za ahajskega kneza proglasil svojega sina Jakoba Nesrečnega, ki je vladal pod očetovim regentstvom. Ferdinanda sta ža naslednje leto porazila Ludvik Burgundijski in Margareta in ga nato usmrtila. Leta 1316 je Ludvik Burgundijski umrl. Po njegovi smrti je neapeljski kralj Robert Neapeljski Matildo odstavil in dal kneževino svojemu bratu Ivanu Draškemu, s katerim je bila Matilda nekaj časa poročena preden so jo zaprli.
Od leta 1331 je začela fevdalna gospoda priznavati pravice da Ahaje Jakobu Nesrečnemu, po letu 1333 pa je bilo priznanje popolno. Ivan Draški je potem svoje pravice prenesel na svakinjo Katarino Valoiško, naslovno cesarico Latinskega cesarstva in ženo Filipa I. Tarantskega, katerega pastorek Robert ji je pravice oporekal vse do njene smrti leta 1346. Po njeni smrti je pravice zahteval tudi njen in Filipov sin Filip II. Tarantski.
Leta 1349 je Jakoba nasledil sin Jakob IV. (II. Morejski). Leta 1364 je Katarinin pastorek in najstarejši še živeči sin Filipa I. Tarantskega Robert Tarantski umrl. Leta 1373 je Filip II. prenesel pravice na svojega bratranca in bivšo svakinjo, kraljico Ivano I. Neapeljsko, na katero je po smrti leta 1375 svoje zahteve do kneževine prenesel tudi njen tretji mož Ivan IV. Majorški. Ivana je s tem postala skoraj nesporna kneginja Ahaje. Ko so Ivano leta 1381 v Neaplju zaprli, se je pojavil nov kandidat za ahajski prestol – Jakob Bauxški – vnuk Katarine Valoiške in nečak Filipa II., ki je leta 1374 postal naslovni cesar Latinskega cesarstva in je imenovanje izkoristil za zasego Ahaje. Leta 1383 je Ivanin naslednik in njen morilec  Karel III. Neapeljski s prestola izrinil Jakoba Bauxškega in Ahajo priključil k svojemu kraljestvu. Po priključitvi se je začelo obdobje vladanja namestnikov draških neapeljskih kraljev, ki je trajalo do leta 1396.
Leta 1404 je neapeljski kralj Ladislav na ahajski prestol posadil arkadskega vladarja Centurija II. Zaccarijo,  ki je ostal na prestolu do leta 1430, ko se je začela invazija morejskega despota Tomaža Paleologa. Centurij se je moral umakniti na svoj grad. Kasneje je s Tomažem poročil svojo hčerko in dedinjo Katarino, tako da se je po njegovi smrti leta 1432 kneževina združila z Morejskim despotatom. Bizantinska osvojitev kneževine je bila kratkotrajna, ker so Morejski despotat leta 1460 osvojili Osmanski Turki.

## Ahajski knezi

### Vladarska hiša Champlitte
- Viljem Champlittski  (1205–1209)
  - Hugo Champlittski, regent (1209)

Ko je Viljem umrl, je solunski kralj Dimitrij Solunski Ahajo podelil Hugu Champlittskemu, Hugo pa jo je prepustil Gotfridu I. Villehardouinskemu.

### Vladarska hiša Villehardouin
- Gotfrid I. Villehardouinski, nečak Gotfrida Villehardouinskega (1209–1228)
- Gotfrid II. Villehardouinski (1228–1246)
- Viljem II. Villehardouinski (1246–1278)

Viljem II. je po smrti skladno s pogodbo Ahajo prepustil svojemu  zemljiškemu gospodu, neapeljskemu kralju Karlu I.

### Vladarska hiša Anjou
- Karel I. (1278–1285)
- Karel II. (1285–1289)

### Vladarska hiša Villehardouin
Karel II. ni imel v Grčiji nobenih interesov, zato je leta 1289 za kneginjo Ahaje imenoval dedinjo Viljema II. Izabelo Villehardouinsko, za kneza pa njenega moža Filipa pa I. Piemontskega.
- Izabela Villehardouinska  (1289–1312)
  - Florent Hainautski (1289–1297), v imenu svoje žene
  - Filip I. Piemontski (1301–1307), v imenu svoje žene

### Vladarska hiša Anjou
Kerel II. je leta 1306 Izabeli Ahajo odvzel in jo podelil svojemu sinu Filipu I. Tarantskemu. Izabela se pravicam do kneževine nikoli ni odrekla. Leta 1307 je Filip I. Piemontski Ahajo zahteval zase, zato sta njegov sin Jakob Piemontski in vnuk Amadej Piemontski obdržala naslov kneza. Amadeja so ahajski plemiči celo priznali za ahajskega kneza, čeprav mu nikoli ni uspelo priti v Grčijo in prevzeti svoje dediščine.
- Filip I. Tarantski (1306–1313)

Po Izabelini smrti leta 1312 so se začeli spori za kneževino. Leta 1313 je Filip I. Tarantski dal Ahajo v fevd Matildi Hainautski, Ferdinand Majorški pa je zahteval Ahajo za svojo hčerko Izabelo Sabransko, hčerko Margarete Villehardouinske in Viljema II..

#### Obdobje dveh upravičencev

##### Anžuvinci
- Matilda Hainautska (1313–1318)
  - Ludvik Burgundijski (1313–1316), v imenu svoje žene

Po Ludvikovi smrti je kneževina s pogodbo prešla na njegovega nečaka,  burgundijskega vojvodo Eudesa IV.. Leta 1320 je Eudes prodal svoje pravice do Ahaje klermontskemu grofu Ludviku, Ludvik pa jih je leta 1321 prodal nazaj Filipu I. Tarantskemu.
- Odo IV. Burgundijski (1316–1320)
- Ludvik Klermontski (1320–1321)

Leta 1318 so Matildo prisilili, da se je ponovno poročila z Ivanom Gravinskim, mlajšim bratom Filipa I. Taratskega, ki je bil Filipov vazal.
- Ivah Gravinski (1318–1333)

Leta 1333 je Ivan predal Ahajo svojimu nečaku Robertu Tarantskemu.
- Robert Tarantski (1333–1364)
- Filip II. Tarantski (1364–1373)

Filip je leta 1373 odstopil pravice do Ahaje svoji svakinji, kraljici Ivani Neapeljski.
- Ivana I. Napeljska (1373– 1381)

##### Aragonci
- Izabela Sabranska  (1312–????)
  - Ferdinand Majorški (1312–1316)
- Jakob III. Majorški (1316–1349)
- Jakob IV. Majorški (1349–1375)

Jakob IV. je v oporoki zapustil pravice do Ahaje Ivani I. Neapeljski in združil obe dinastiji upravičencev.

#### Obdobje enega upravičenca
- Jakob Bauxški (1381–1383)
- Karel III. Neapeljski (1383–1386)

#### Obdobje petih upravičencev
Od leta 1383 do 1396 je bilo v Ahaji medvladje. Za kneževino se je potegovalo kar pet kandidatov, toda nobeden od njih ni resnično vladal. Zelo velik vpliv na dogajanja je imela Navarska družba in leta 1396 se je za kneza proglasil njen kandidat Peter Saintuperanski.

#### Obdobje enega upravičenca
- Peter Saint Superanski (1396–1402)
- Marija II. Zaccaria (1402–1404)
- Centurij II. Zaccaria (1404–1432)

#### Po osvojitvi Morejskega despotata
- Tomaž Paleolog (1432-1465), poročen s Katarino Zaccaria
- Adrej Paleolog (1456-1503)

Andrej Paleolog je vse svoje vladarske naslove v oporoki zapustil Ferdinandu II. Aragonskemu.